# Hoher Lindkogel

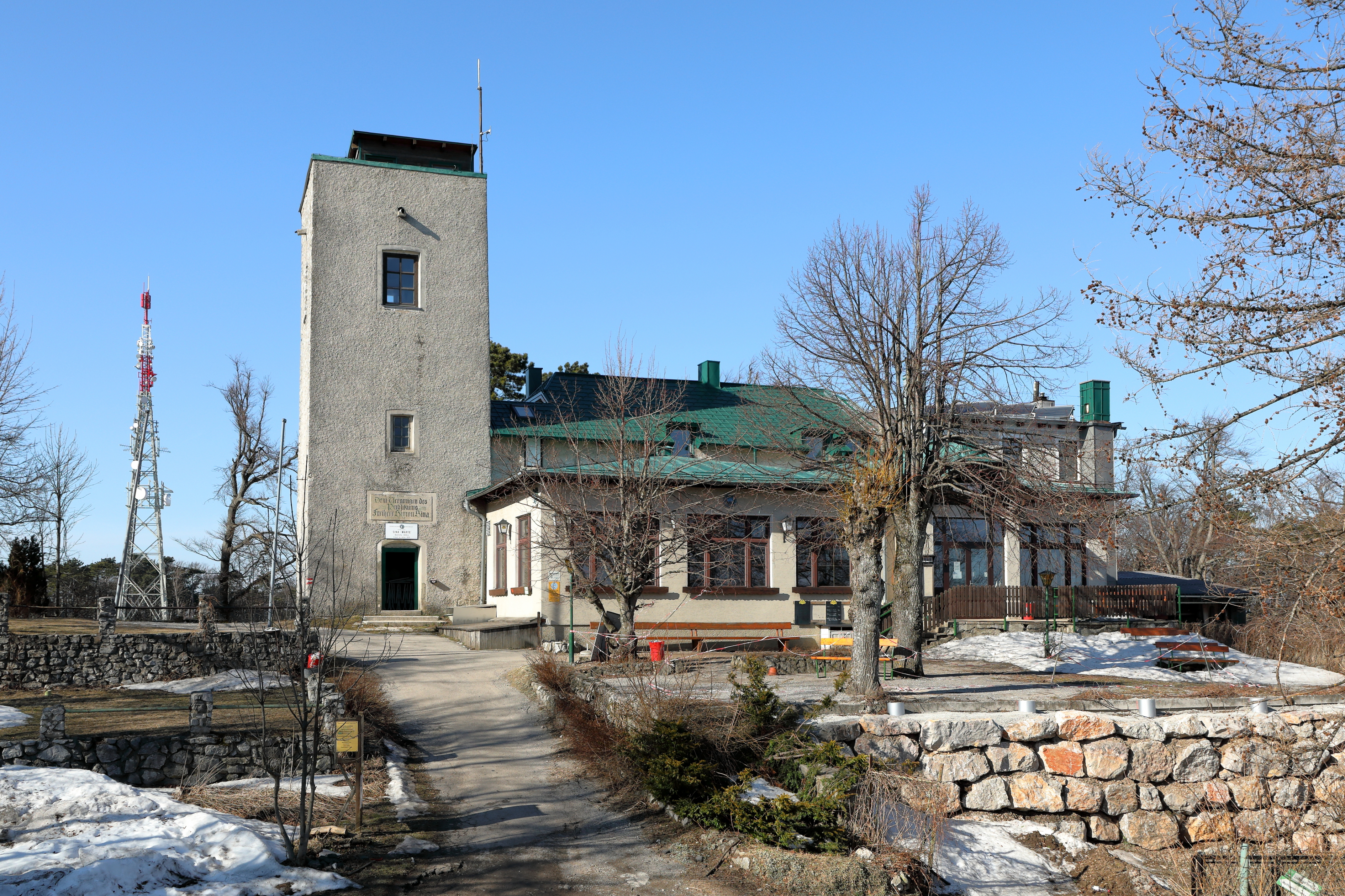
Schutzhaus Eisernes Tor and Sina-Warte on the top

Hoher Lindkogel är ett berg i Österrike.   Det ligger i distriktet Baden och förbundslandet Niederösterreich, i den östra delen av landet, 28 km sydväst om huvudstaden Wien. Toppen på Hoher Lindkogel är 831 meter över havet, eller 333 meter över den omgivande terrängen. Bredden vid basen är 11,8 km.
Terrängen runt Hoher Lindkogel är huvudsakligen kuperad, men norrut är den platt. Runt Hoher Lindkogel är det ganska tätbefolkat, med 172 invånare per kvadratkilometer.. Närmaste större samhälle är Berndorf, 7,1 km söder om Hoher Lindkogel. 
I omgivningarna runt Hoher Lindkogel växer i huvudsak blandskog.